# Cruz de san Andrés

Cruz de san Andrés

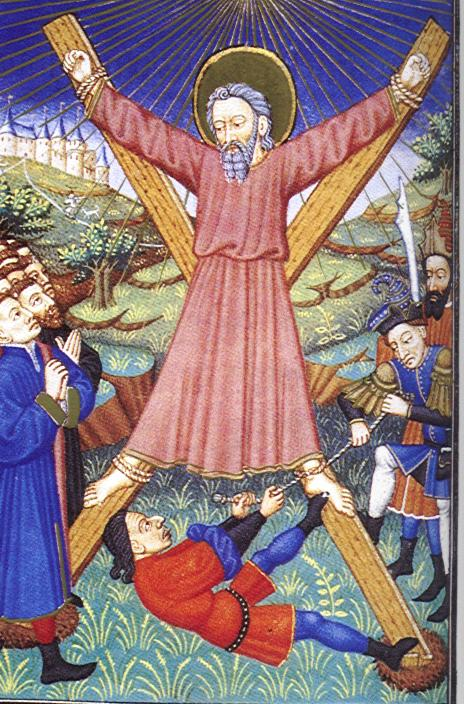
Martirio de san Andrés.

La cruz de san Andrés o crux decussata (☓) es una cruz en forma de aspa (por lo general con dos ángulos agudos y dos ángulos obtusos) muy utilizada en heráldica y en vexilología. Representa el martirio de san Andrés, apóstol, según una tradición muy antigua que cuenta que el apóstol fue crucificado en Patras, capital de la provincia de Acaya, en Grecia. Habría sido atado a una cruz en forma de X y allí padecería durante tres días, los cuales aprovecharía para predicar e instruir en la religión a todos los que se le acercaban.
Es representación de humildad y sufrimiento y en la heráldica simboliza al caudillo invicto en combate.
Una variante de la cruz de san Andrés es la cruz de Borgoña.

## La cruz de san Andrés en la bandera nacional de Escocia

Bandera de Escocia

La cruz de san Andrés, también conocida como saltire, es la bandera nacional de Escocia, que en gaélico escocés se denomina bratach na h-Alba. El aspa blanca que la preside es el símbolo que representa la crucifixión de san Andrés el Apóstol, patrono de Escocia. El color del fondo de la bandera es el azul marino, aunque es común verlo también en azul celeste. 
Siguiendo las recomendaciones dadas por el Parlamento de Escocia para su uso, el gobierno escocés ha dictaminado que debe ondear, en la medida de lo posible, en todos los edificios oficiales, todos los días, desde las 8 a. m. hasta la puesta del sol.

## La cruz de san Andrés en la aviación española

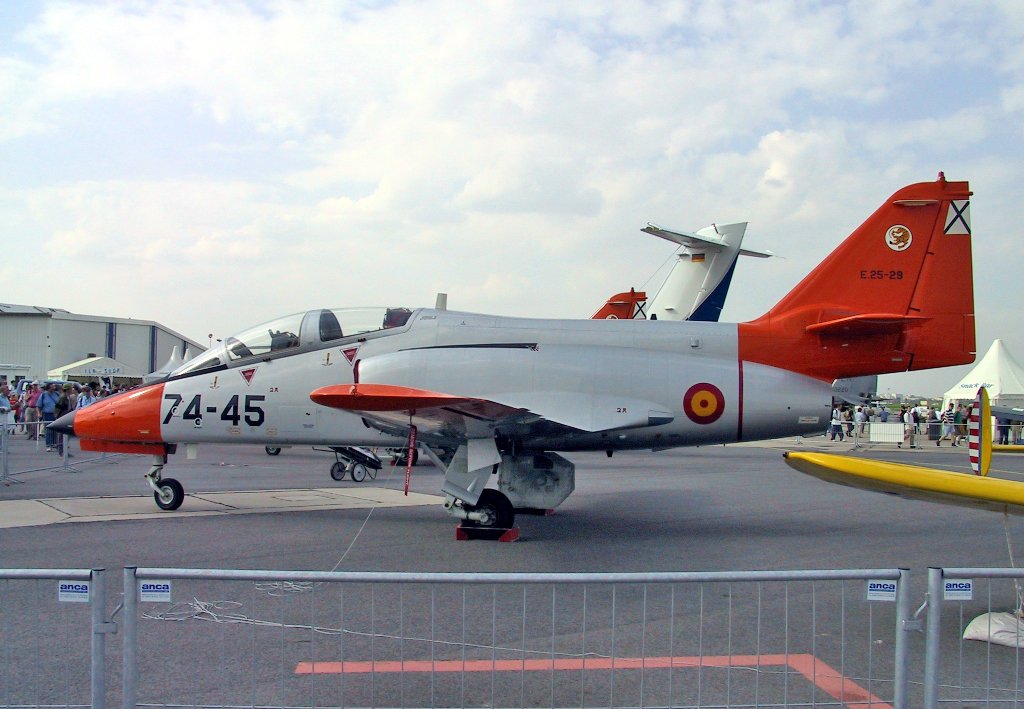
EADS CASA C-101 del Ejército del Aire de España en el que se observa, aparte de la escarapela de España en rojo y gualda, la cruz de san Andrés negra sobre fondo blanco en la deriva del avión.

Durante la guerra civil española, los aviones del bando sublevado enarbolan cruces de san Andrés sobre sus derivas y timones. En ocasiones también en fuselaje y alas. En otras ocasiones en las alas dentro de la escarapela redonda negra empleada como distintivo, con la cruz blanca en ese caso. A menudo el fuselaje enarbola el blasón de la Falange, y también, aunque con menos asiduidad, la escarapela española bicolor. Desde la victoria de las tropas nacionales, los colores de los aparatos militares españoles se normalizan con la escarapela nacional sobre el fuselaje y las alas y la cruz de san Andrés sobre la deriva.
En la actualidad solo llevan la cruz de san Andrés en la deriva de la aeronave las del Ejército del Aire, Guardia Civil y Ejército de Tierra. La Armada cambió la cruz de san Andrés por el escudo de la Aviación Naval. La Policía Nacional, al ser civil, no lleva la cruz de san Andrés. 

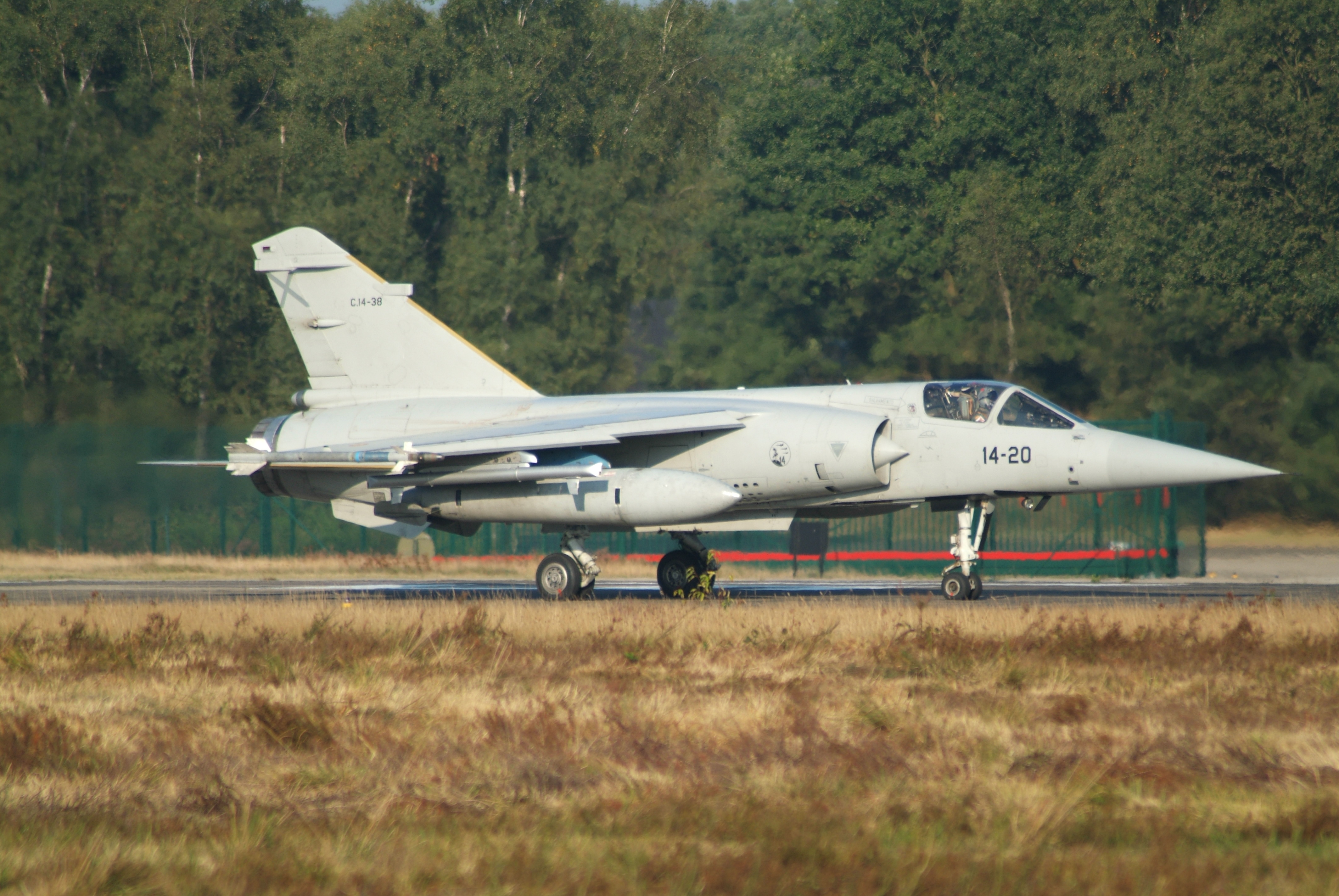
Un Mirage F.1M del Ejército del Aire de España en 2009 con camuflaje estándar de la OTAN y distintivos de baja visibilidad, incluida la cruz de san Andrés en combinación de grises sobre la deriva del avión.

La adopción obligatoria del camuflaje estándar OTAN por todas las aeronaves de combate de la OTAN, y la consecuente desaparición de los colores de las escarapelas en la mayoría de las aeronaves de combate, ha llevado a la adopción de distintivos de baja visibilidad monocromos de color gris. En este sentido, los países que tradicionalmente no usaban escarapelas de colores en sus aeronaves, sino símbolos, como los Estados Unidos con su estrella con barras en forma de alas, la cruz teutona de la Luftwaffe, la hoja canadiense, el canguro australiano o la cruz de san Andrés de España, se han encontrado con una ventaja comparativa, pues estos símbolos son fácilmente identificables en ausencia de colores.

## Uso en matemáticas
- La cruz de san Andrés es el signo «por» (×) de la multiplicación.[3]

Escritura en informática
| Windows | × | Alt + 158 (del bloque numérico) |

## En informática
En el estándar Unicode, la cruz de san Andrés se codifica en el carácter U+2613 ☓ Saltire.